# Клаптеве шиття

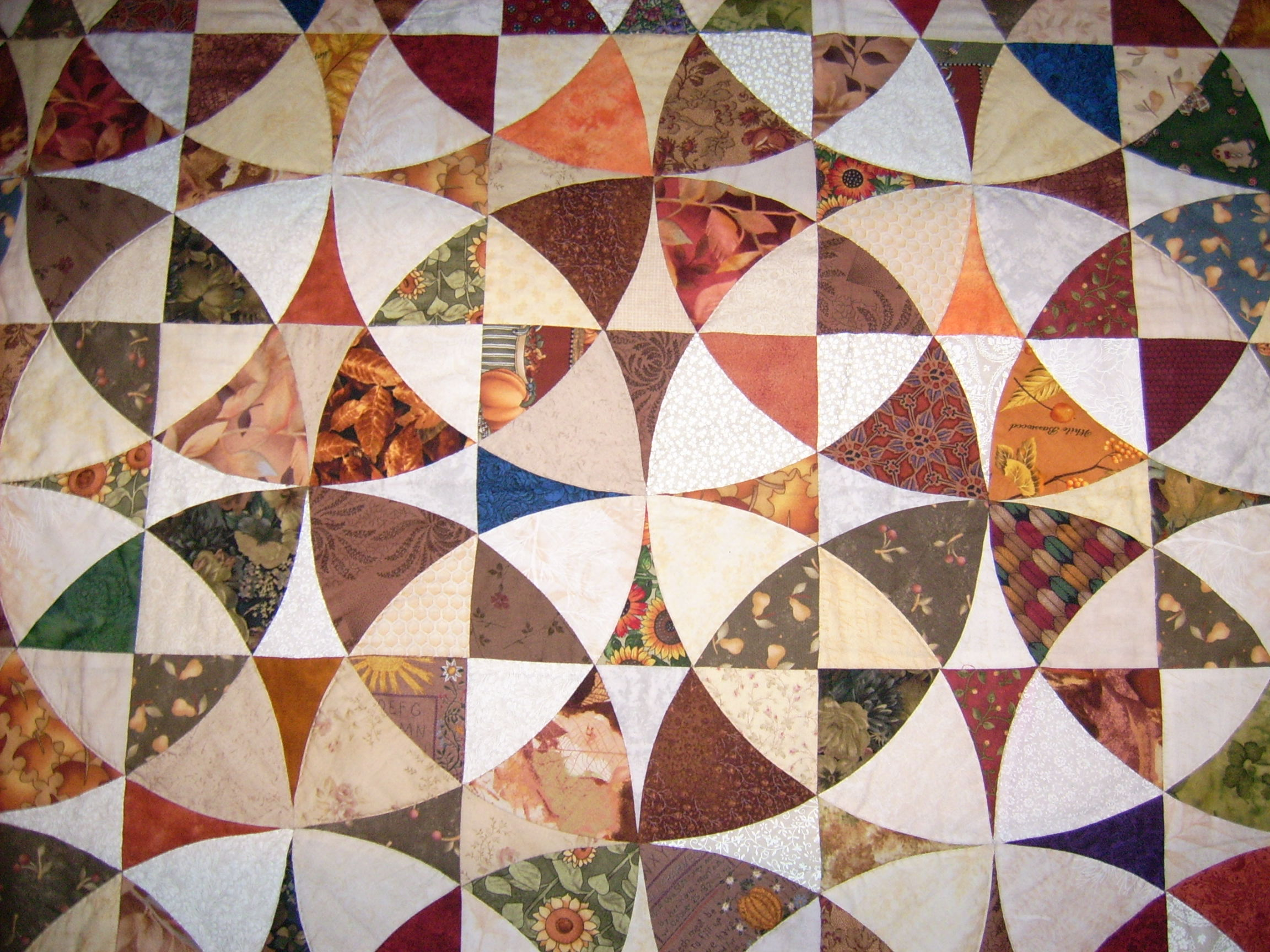
Клаптикове полотно, зібране з деталей із закругленими сполучними швами

Клаптеве (клаптикове) шиття, клаптикова техніка, клаптева мозаїка, текстильна мозаїка (також печворк, від англ. patchwork — «ковдра, покривало, виріб із різнокольорових клаптів») — вид декоративно-ужиткового мистецтва, коли за принципом мозаїки зшивають цілісний виріб зі шматочків тканини (клаптиків). У процесі роботи створюється полотно з новим колірним рішенням, візерунком, іноді фактурою. Сучасні майстри виконують також в техніці клаптикового шиття об'ємно-просторові композиції. Всі шви сточування клаптикового полотна розташовані на його вивороті.

## Історія
Збирання полотна з клаптів, аплікація з тканини, стьобані вироби здавна існували незалежно один від одного в багатьох народів світу. Ймовірно скрізь, де людина працювала з тканиною, виникала необхідність використовувати обрізки та випади крою, і клаптеве шиття виникало в тому чи іншому вигляді. Відомий єгипетський орнамент, створений зі шматочків шкіри Газелі близько 980 року до н. е., в одному з музеїв Токіо експонується зшитий приблизно тоді ж костюм з прикрасами з клаптів. 1920 року в Печері тисячі Будд був знайдений килим, зібраний приблизно в IX столітті з безлічі шматочків одягу паломників.

### Англія
У XVI столітті до Англії почали надходити барвисті тканини різноманітних візерунків з індійської бавовни. Ковдру, декоровану вишивкою або набиванкою, вважали модною прикрасою домашнього інтер'єру. Шиття з клаптів з'явилося внаслідок дефіциту ситцю, що виник через заборону продажу в Англії індійських тканин 1712 року. У такий спосіб уряд мав намір зберегти вітчизняні мануфактури, на яких виготовляли вовняні та шовкові тканини. Ситець потрапляв до Англії контрабандними шляхами і його ціна різко виросла. Обрізки, що залишилися після крою одягу з ситцю, не викидали, а використовували для створення інших виробів. Великими фрагментами декорували шерстяні або лляні тканини в техніці аплікації. Найдрібніші клапті зшивали один з одним, утворюючи єдине полотно.

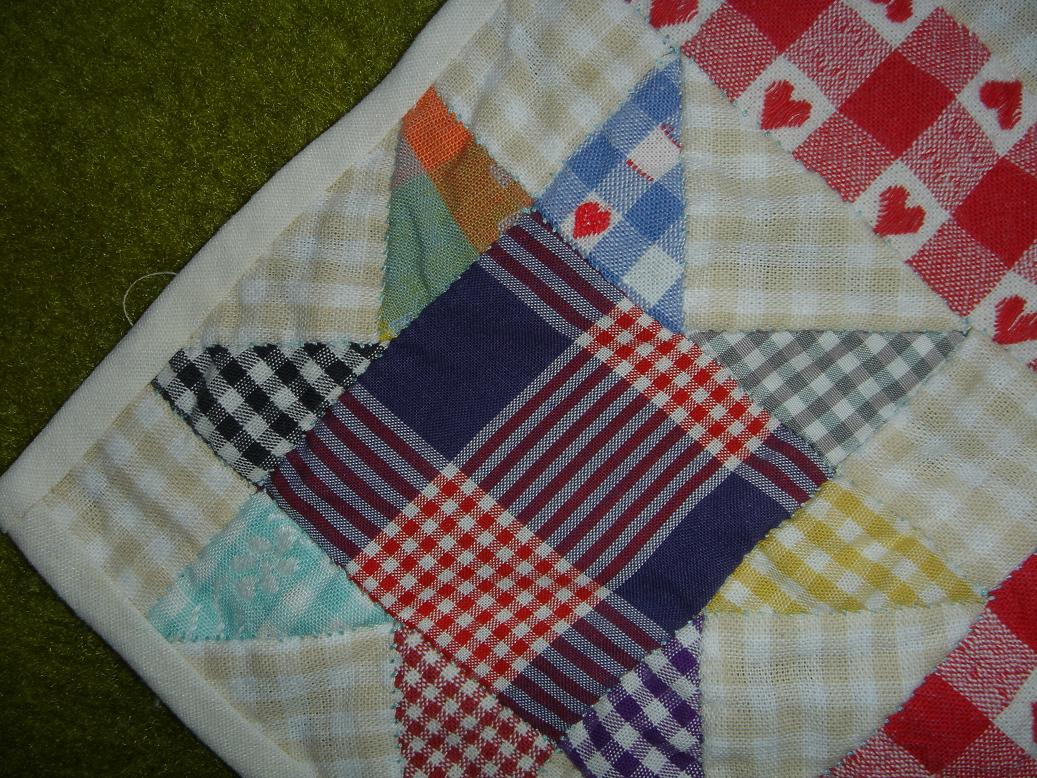
Традиційний американський візерунок «Зуб пилки».

### Північна Америка
До Нового Світу стьобане полотно потрапило разом з переселенцями в 20-х роках XVII століття. Через нестачу тканин стьобані ковдри лагодили за допомогою шматків зі старого одягу. Подальший дефіцит тканин закріпив традицію виготовляти стьобані вироби з клаптів. Вони з часом ставали складнішими, кожна майстриня намагалася створити квілт зі своїм особливим візерунком та комбінацією кольорів. Звичайно американські господині шили верхню частину квілту взимку. На простібку квілту збиралися навесні всі сусідки, вечорами, після роботи, до них приєднувалися чоловіки. Практично всі американські квілти, створені до 1750 року, виготовлені в техніці печворку. З плином часу сформувалися традиційні блоки візерунків клаптикового шиття. Назви багатьох з них пов'язані з реаліями повсякденного життя («Зуб пилки», «Ведмежа лапа», «Кошик для штопання»); місцевістю, де цей візерунок придумали («Зірка Огайо й Техасу»); асоціаціями з Біблійними оповідями («Драбина Якова») . Пізніше (до 1850 року) набула популярності аплікація. Збереглося дуже мало старовинних ковдр у техніці печворку, оскільки вони були предметами повсякденного вжитку, тоді як квілти з аплікацією були призначені для особливих випадків.

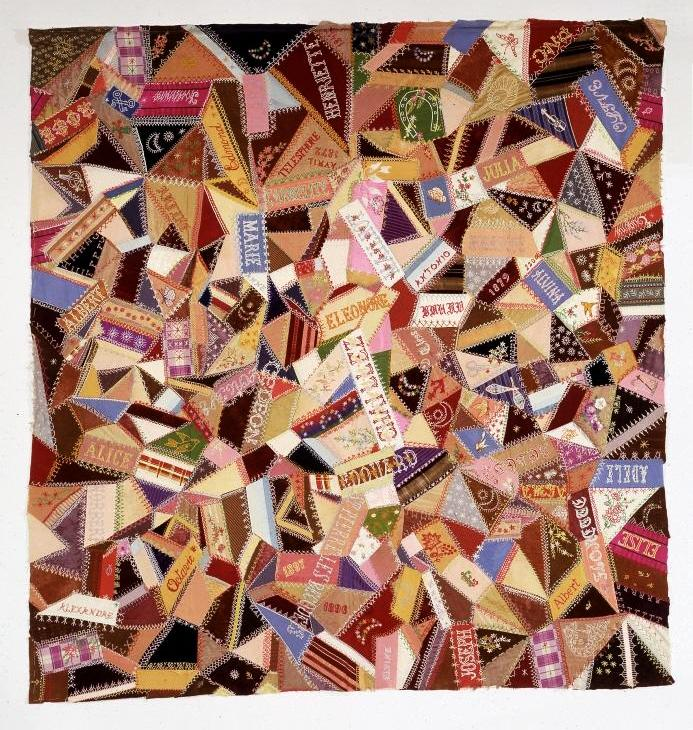
Квілт, виконаний в техніці крейзі. 1897.

На Всесвітній виставці 1876 у Філадельфії експонувалися англійські роботи в новій техніці: крейзі (англ. crazy, божевільний, відома також під назвами «спіраль», «карусель», «троянда») з шовкових тканин, доповнені вишивкою. Техніка крейзі дозволяла створювати композиції з клаптиків розкішних тканин (парчі, оксамиту, шовку) будь-якої форми, забарвлення та малюнків, зібраних довільно. Шви, що з'єднували клапті, прикрашалися різноманітною вишивкою, самі вироби могли доповнюватися аплікаціями та малюнками на тканині. Новий вид рукоділля 1879 року описав ілюстрований журнал «Петерсон». Цей напрямок у печворк отримав назву «розшитий квілт» або «японський шовк» (через широке використання східних мотивів). Вироби призначалися лише для прикраси, оскільки клаптики скріплювали невеликою кількістю швів без простібки, краї були декоровані бахромою, китицями, помпонами, мереживом, а прокладка давала усадку, що не дозволяло прати їх. Більш утилітарні речі створювалися в релігійних гуртках рукоділля, де до полотна в стилі крейзі додавали практичні матеріали: вовняні та бавовняні тканини. Нова техніка породила цілий напрям в американській торгівлі, що пропонував усім охочим готові набори, малюнки вишивок і розписані вручну блоки шовку для виготовлення печворку. До 10-х років XX століття популярність крейзі пішла на спад, поступаючись місцем звичайним різновидам клаптевого шиття. Модні віяння не торкнулися деяких релігійних громад, які залишилися вірними способам шиття, виробленим роками: лише традиційні узори й одноколірні тканини використовують і дотепер майстри квілту з сект амішів і менонітів.

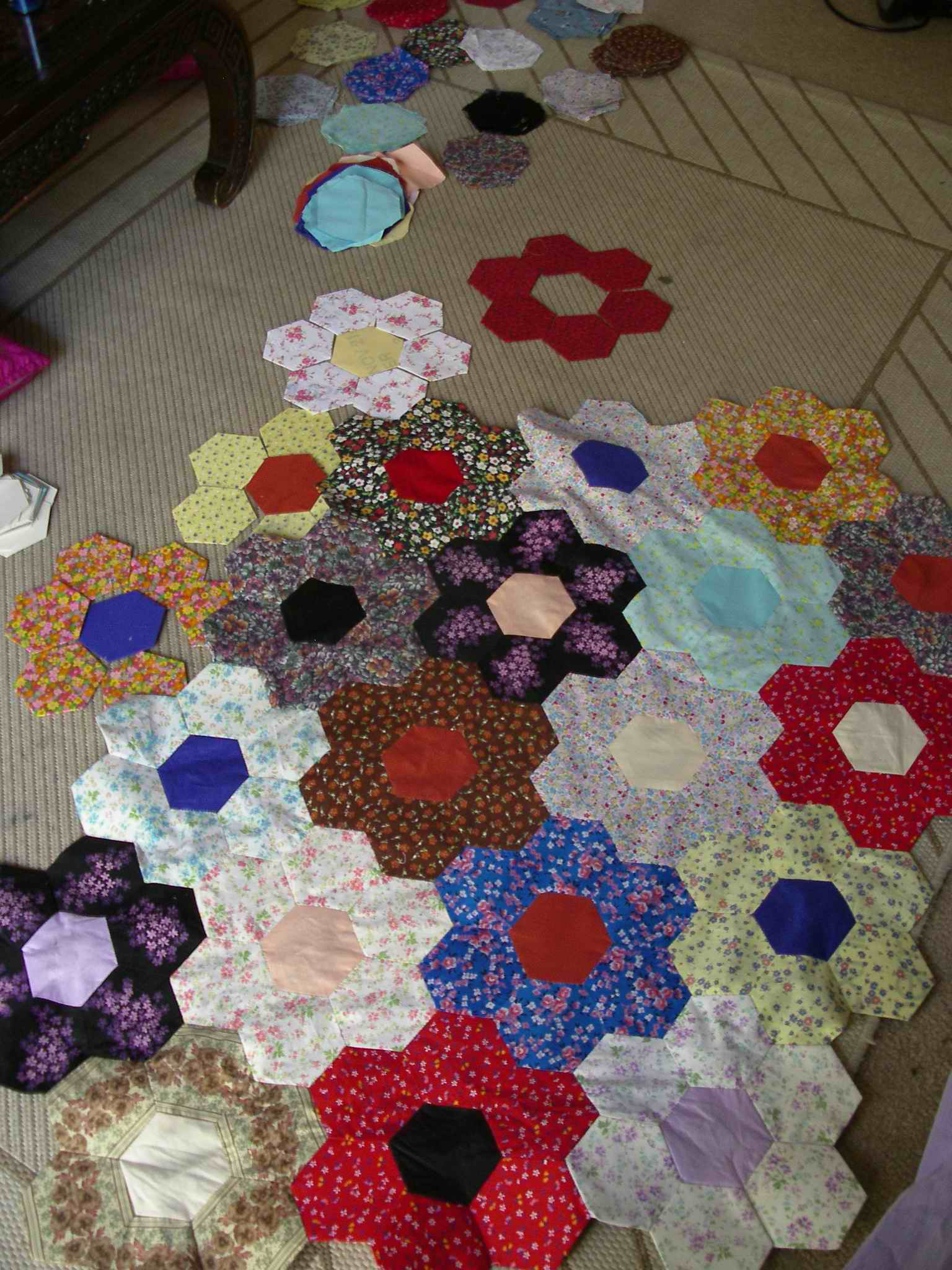
Збірка печворку «Бабусин сад» («Стільники», «Гексагон»).

В 70-х роках XX століття в Америці інтерес до печворку відродився. Набули популярності квілт-клуби, спеціалізовані магазини пропонують покупцеві всі необхідні матеріали для цього виду декоративно-прикладного мистецтва, широкий асортимент тематичних книг і журналів. 1971 року Ів Сен-Лоран створив модель, декоровану клаптевим шиттям, передбачивши новий напрямок в моді — захоплення фольклорним романтизмом.

## Матеріали та інструменти
Один з найскладніших моментів у техніці клаптикового шиття — досягнення гармонійного, зваженого колірного рішення твору. Щоб подолати це утруднення, деякі початківці використовують коло кольорів. Останнім часом існують спеціалізовані комп'ютерні програми, що дозволяють розрахувати гамму майбутнього виробу.

## Інструменти
Тканину розрізають ножицями або різаком-коліщатком на спеціальній підкладці (килимку) з розміткою, останній варіант зручний і забезпечує більшу точність крою. Універсальна лінійка з нанесеними лініями, розмірами та відмітками для виконання різних кутів дає можливість зробити розкрій тканини без попередньо заготовлених шаблонів.

## Тканини

### Підготовка
Найширше застосовують в клаптевому шитті бавовняні тканини. Вони дешеві, їх легко кроїти, не ковзають при шитті, тримають закладені вручну складки та є ідеальним матеріалом для початківців. Недоліки бавовняних тканин — линька та усадка при пранні. Льон легкий у шитті, менше сідає, міцний, це популярний матеріал для підкладок або тла. Лляні тканини сильно мнуться і їх важко прасувати. Шовк завдяки своїй делікатній фактурі, природному блиску, яскравості фарб виглядає у виробах дуже виграшно. Однак він дає сильну усадку при пранні й дії високих температур, складний для кроїння та шиття, краї зрізів обсипаються. Рідко в збірці клаптикового полотна використовують вовну, яка, проте має низку переваг: гігроскопічна, тепла тканина підходить для виготовлення покривал, подушок, одягу. Краї товстих вовняних тканин не обсипаються, вироби з вовни відмінно зберігають форму. Шматочки вовни можна з'єднувати в стик за допомогою машинного шва «зигзаг». Штучні й сумішеві тканини виглядають ошатно, вони не мнуться і їх легко прати, однак здатні накопичувати вологу. Віскозні тканини складні для шиття: через рухому структуру полотно ковзає, до того ж сильно мнеться і сідає після прання, віскозу обов'язково треба крохмалити. Цікаво виглядають у виробах тканини (бавовна, шовк, льон), розписані або пофарбовані вручну.
Якщо виріб призначений для використання в побуті, необхідно провести декатирування тканини — намочити (випрати без використання мийних засобів), а потім висушити та відпрасувати. Якщо ж шиття буде виготовлене лише з нової тканини й зберігатись в місці, захищеному від пилу (наприклад, під склом), декатирування можна не робити, зберігши фабричне просочення й первинну яскравість фарб. Перед роботою, щоб уникнути перекосу тканин, зрізують всі окрайки. Не рекомендовано рвати тканину, це призведе до розпускання країв уже в готовому виробі, оскільки внутрішні шви під час клаптикового шиття не обмітаються.

### Розкрій

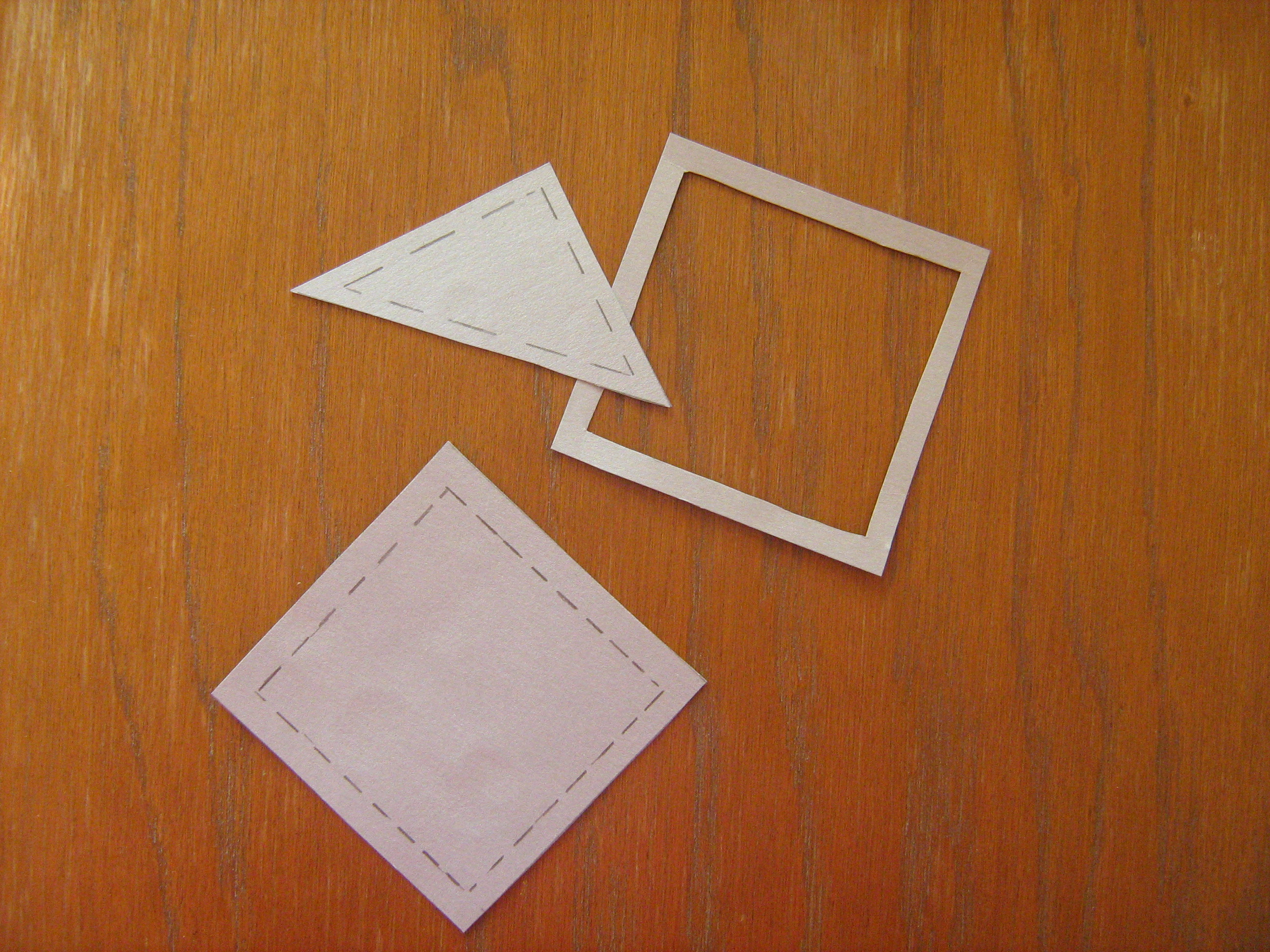
Картонні шаблони

Запорукою успіху в збірці клаптикового полотна є висока точність крою. Розкрій проводять за допомогою шаблонів, що являють собою найпростіші геометричні фігури, з картону з наміченими лініями обрізування і шва або прозорого пластика: вони дозволяють бачити малюнок. У продажу бувають металеві шаблони для печворку з прорізами для розмітки лінії сточування. На шви додають від 5 мм (для бавовняних тканин) до 1 й більше см (для тканин, що легко обсипаються). При розкладці шаблонів на тканині враховується напрямок часткової нитки. У чотирикутних деталей часткова повинна збігатися з однією зі сторін, у трикутників, шестикутників — бути перпендикулярною до основи.

## Збірка полотна

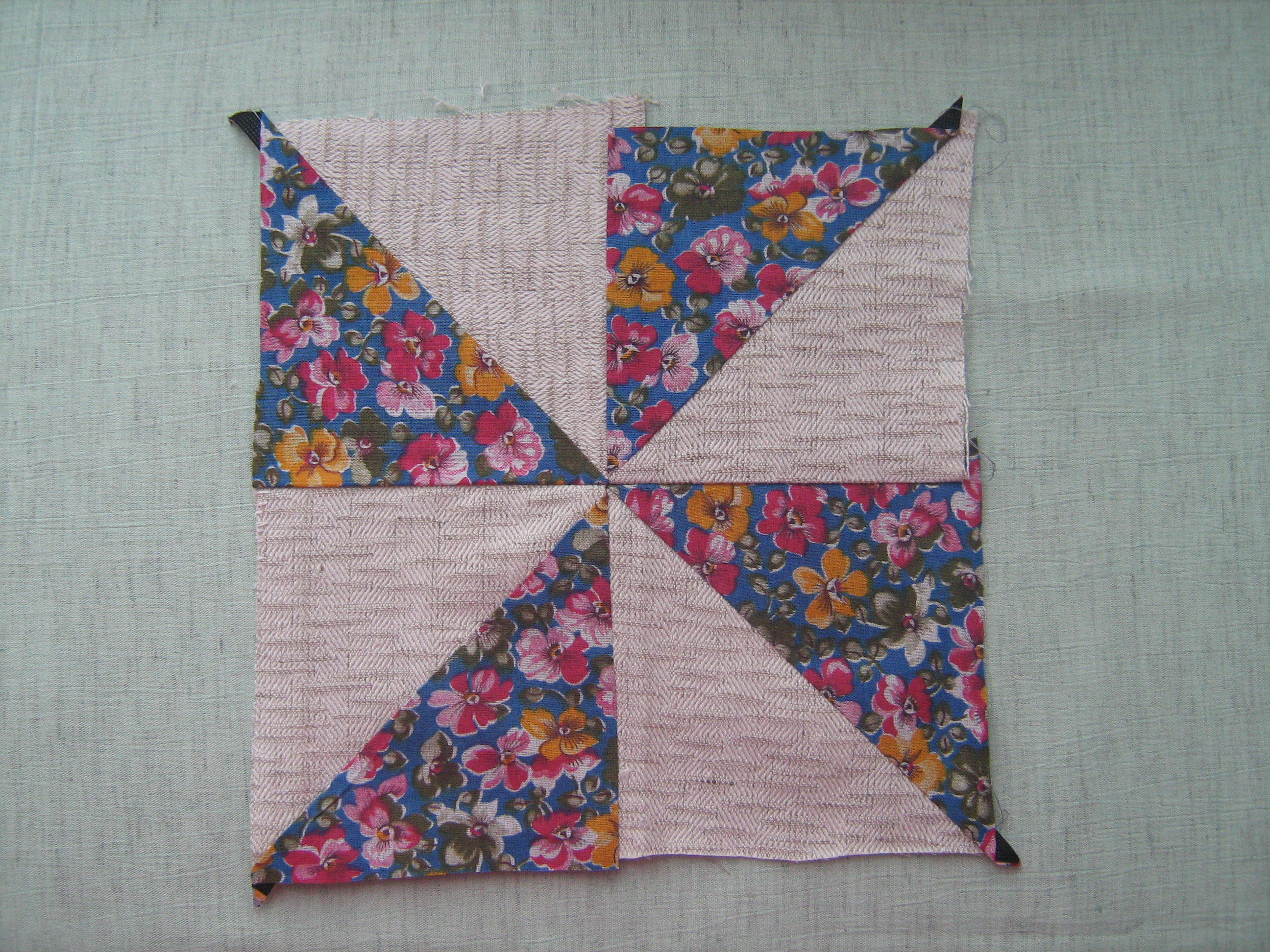
Блок з візерунком «Млин».

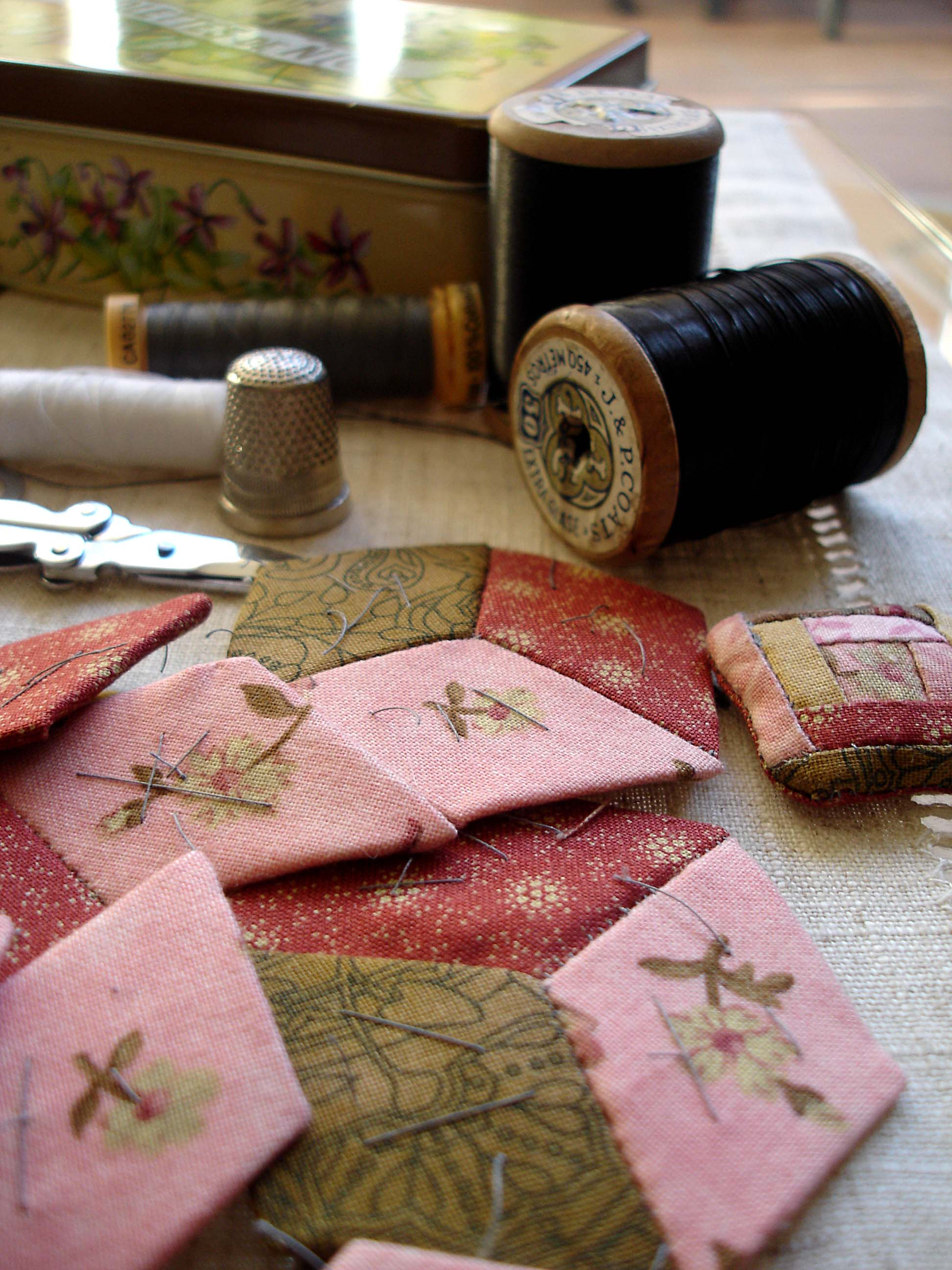
Ручне складання з натягуванням тканини на картонний шаблон

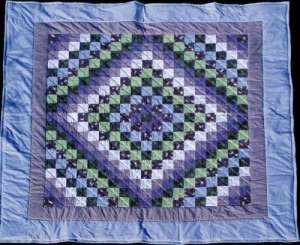
Виріб, виконаний в техніці барджелло.

Збірка полотна в печворк проходить від дрібних деталей до більших. При послідовному сточуванні деталей створюють блоки візерунків, з яких і зшивають виріб. Печворк можна шити вручну або на машині. Для ручної збірки на вивороті тканини за допомогою шаблону розмічають деталь, дві деталі, складені лицьовими боками з суміщенням ліній розмітки, змітають або сколюють шпильками та зшивають дрібним намітковим швом. Нитку акуратно закріплюють на початку та кінці лінії шва. При сточуванні шва на швейній машині після того, як прошиті дві деталі, без обрізування нитки, переходять до з'єднання подальших пар деталей (так зване шиття «прапорцем», «ланцюжком»). Коли шиття закінчено, нитки отриманого ланцюжка розрізають. Ще один вид збірки — ручний, з використанням тканини, натягнутої на картонний шаблон, застосовують для блоків типу «Бабусин сад». На заготовки з картону (при складанні «Бабусиного саду» використовують шестикутники) натягуються і скріплюються декількома стібками клапті, викроєні з урахуванням припусків на шви. Заготовки з тканиною складають лицьовими боками всередину та зшивають вручну потайним швом.
Одним з простих та швидких способів збирання полотна є шиття смугами. Смуги тканини викроюють по частковій нитці за допомогою шаблону та послідовно пристрочують на основі. Для основи використовують бавовняну або лляну тканину, папір (видаляється після шиття), флізелін. Щоб уникнути перекосу полотна смуги зшивають, щоразу змінюючи напрямок (наприклад, перша та друга — зверху вниз, друга та третя — знизу вгору і так далі). Припуски швів загладжують, якщо можливо, на бік темнішої тканини. Прасування швів в один бік додає міцності виробу. На збірці полотна смугами ґрунтується техніка bargello: зшиті смуги розрізають в поперечному напрямку, а потім знову збирають в полотно зі зміщенням. Такий спосіб при використанні гармонійно підібраних тканин різних відтінків одного кольору, що виділяються контрастними, створює ефект плавного переходу, «розтяжки» або «розкату» кольору.
Для полегшення та прискорення процесу складання випускається неклеєвий флізелін для печворку з розміченою сіткою геометричних фігур (квадратів або трикутників).
При складанні блоків із закругленими деталями («Обручка», «Шлях п'яниці», «Час і енергія») на з'єднуваних частинах окрайки призбирують, визначають і сколюють середні точки, поєднують їх кути. Деталь з виїмкою акуратно присаджають та з'єднують шпильками з деталлю з опуклим зрізом. При сточуванні на машині деталь з опуклим зрізом розташовують зверху.
При збірці «Вітраж» фрагменти клаптикового полотна пришивають у стик, шви маскують тасьмою, стрічкою, вузькими смугами тканини. У класичному варіанті цієї збірки контури фігур облямовують матеріалом, контрастним до основного зображення.

## Зразки клаптевого шиття

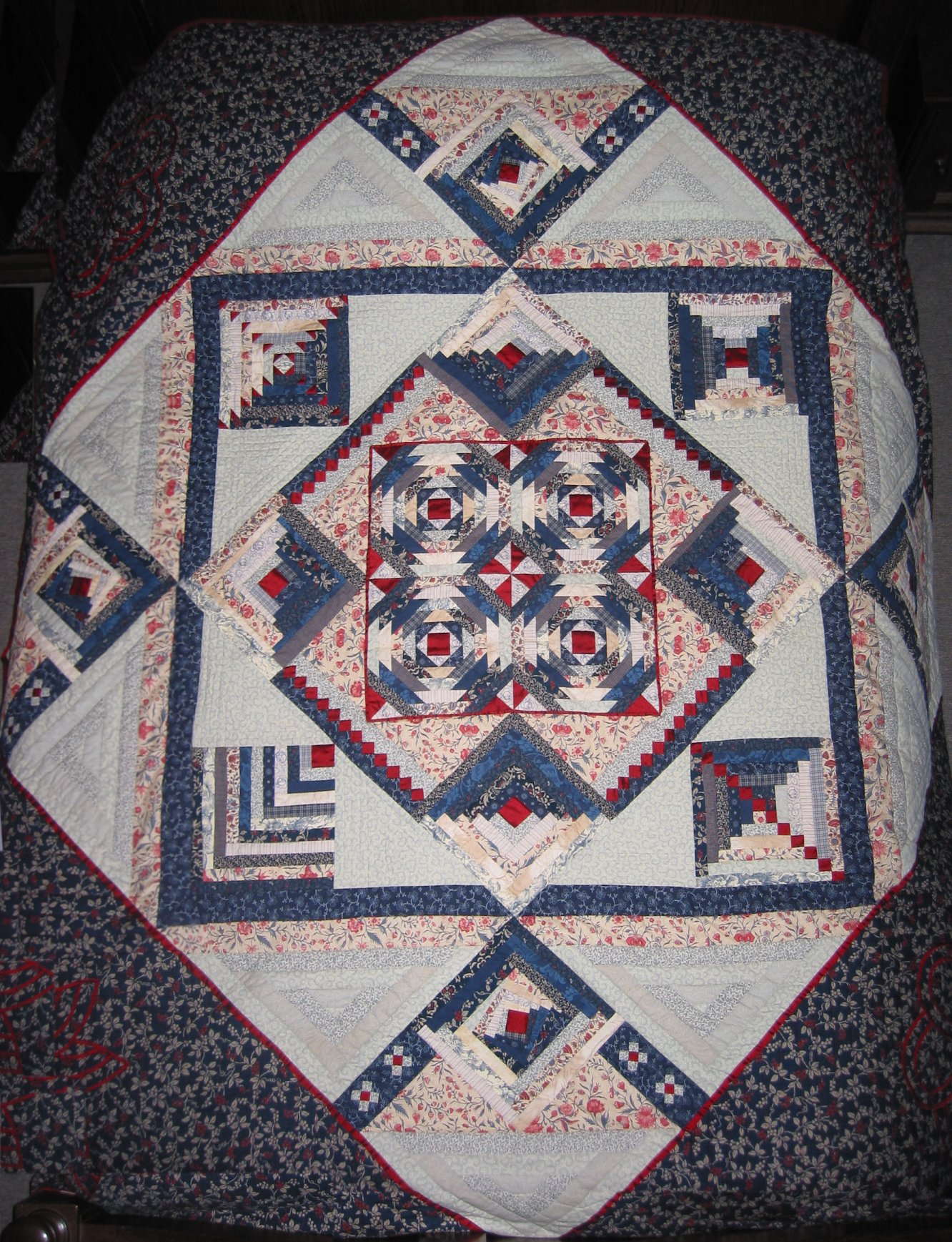
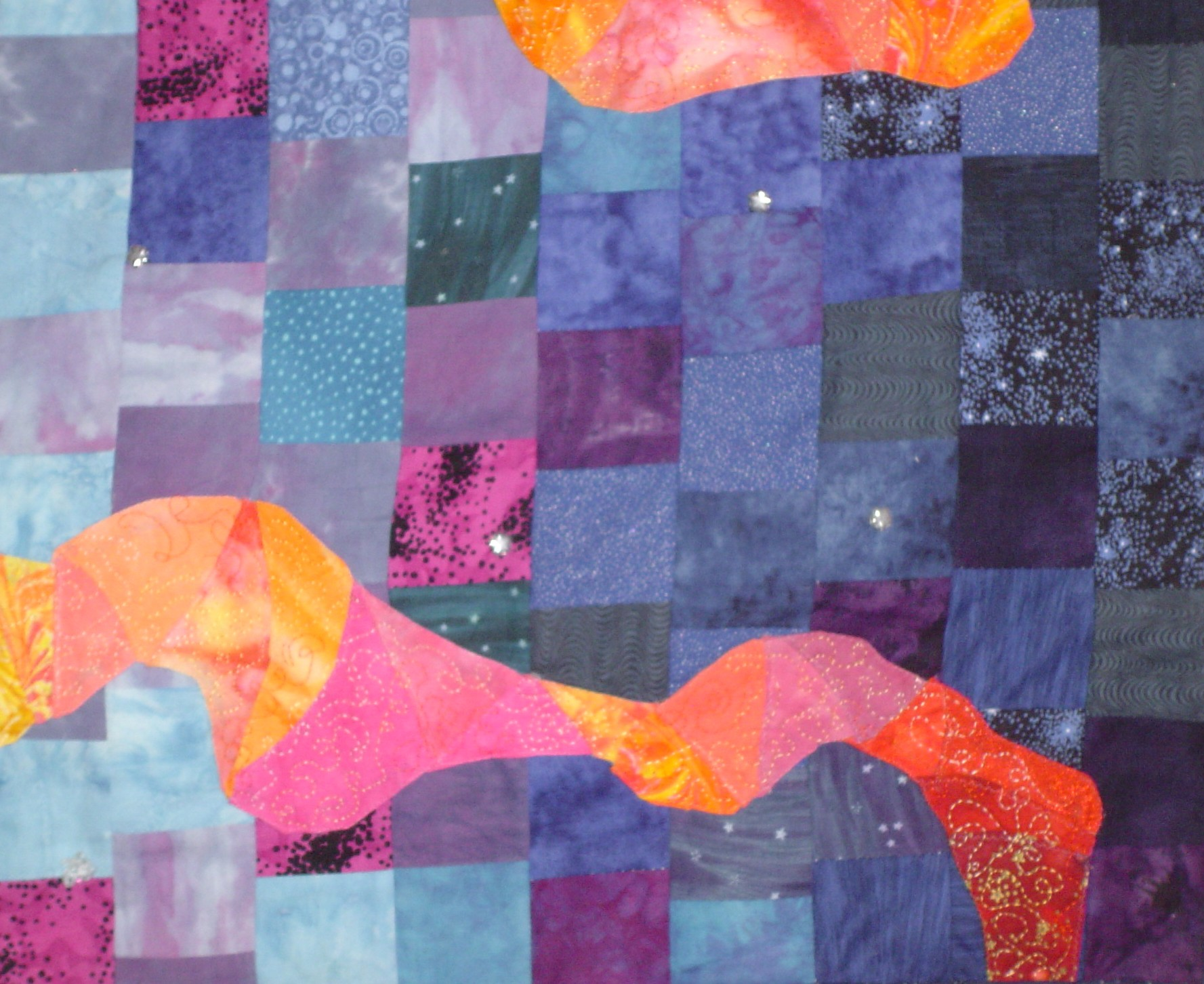
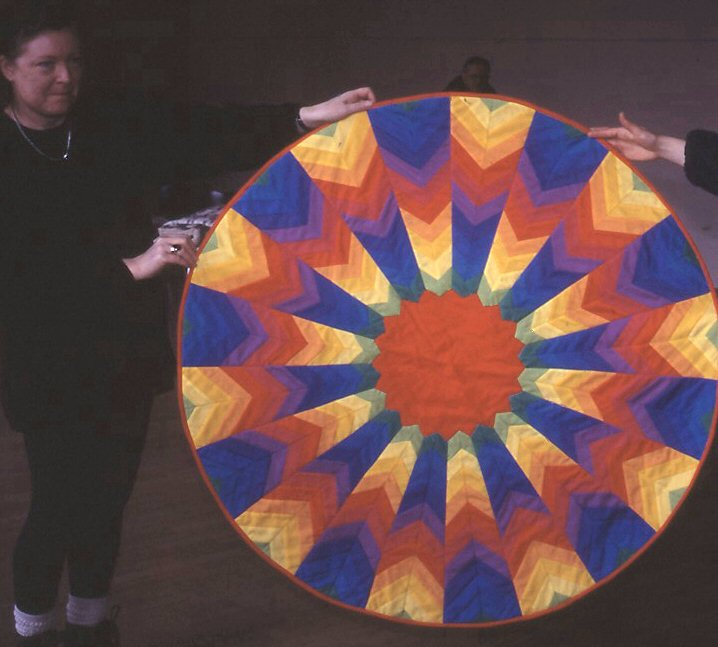
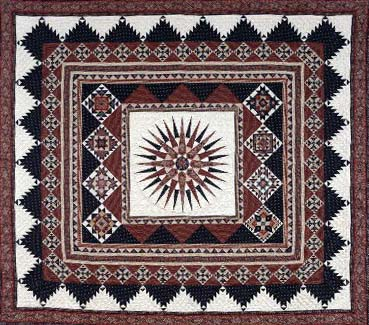
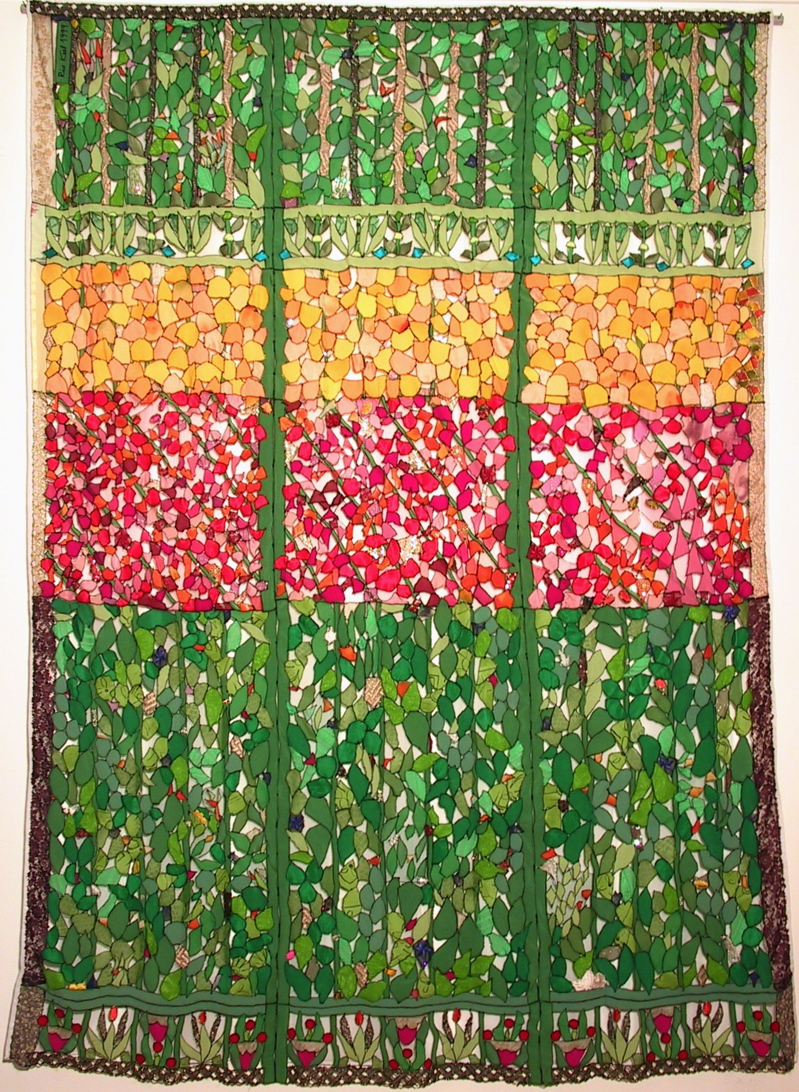